# Běloveské rybníčky
Běloveské rybníčky jsou soustavou tří malých lesních rybníčků napájených Starovodským potokem nalézajících se na katastru obce Chýšť v okrese Pardubice asi 1,5 km východně od centra obce. Rybníčky jsou využívány pro odchov rybí násady.

## Galerie

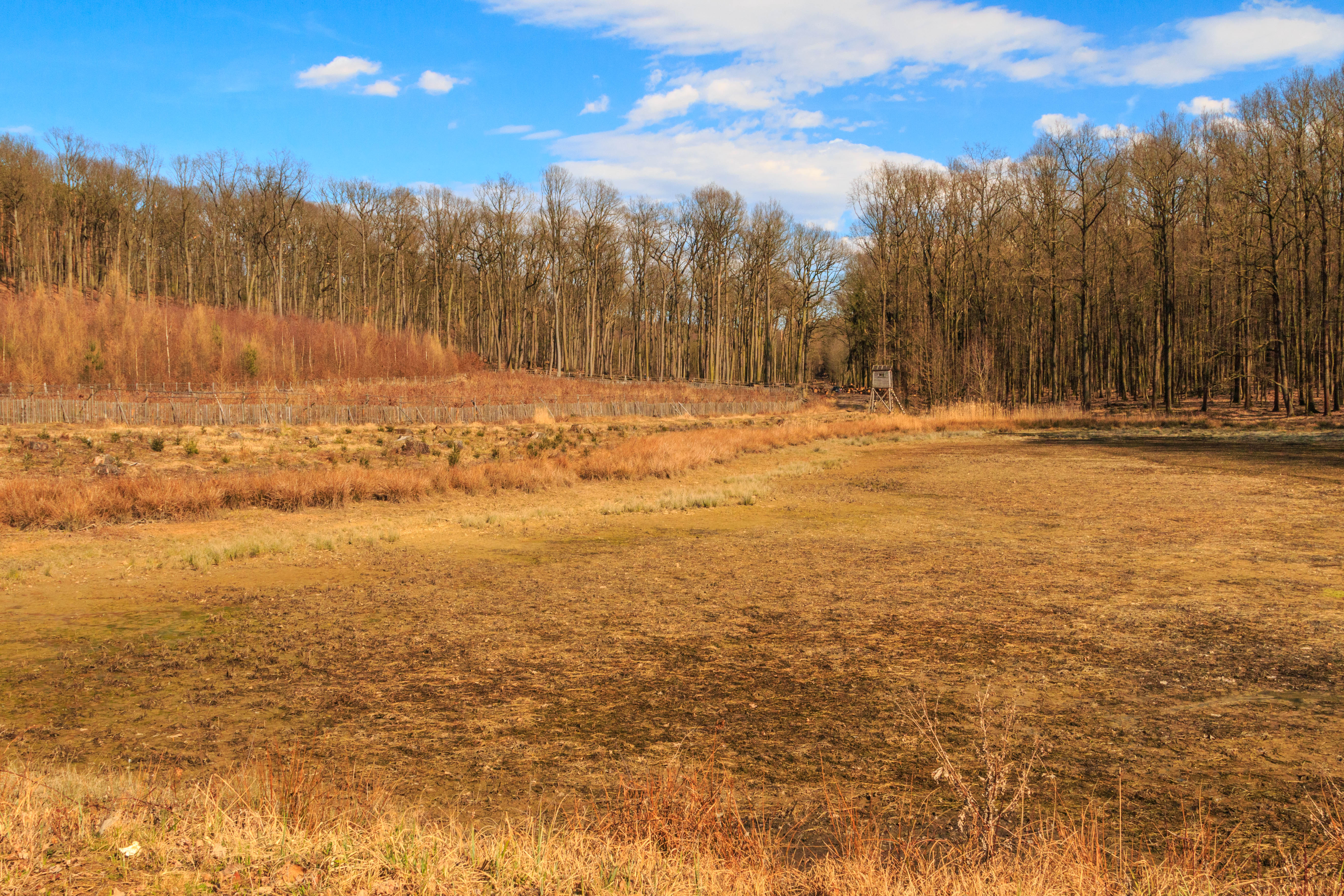
Horní Běloveský rybník
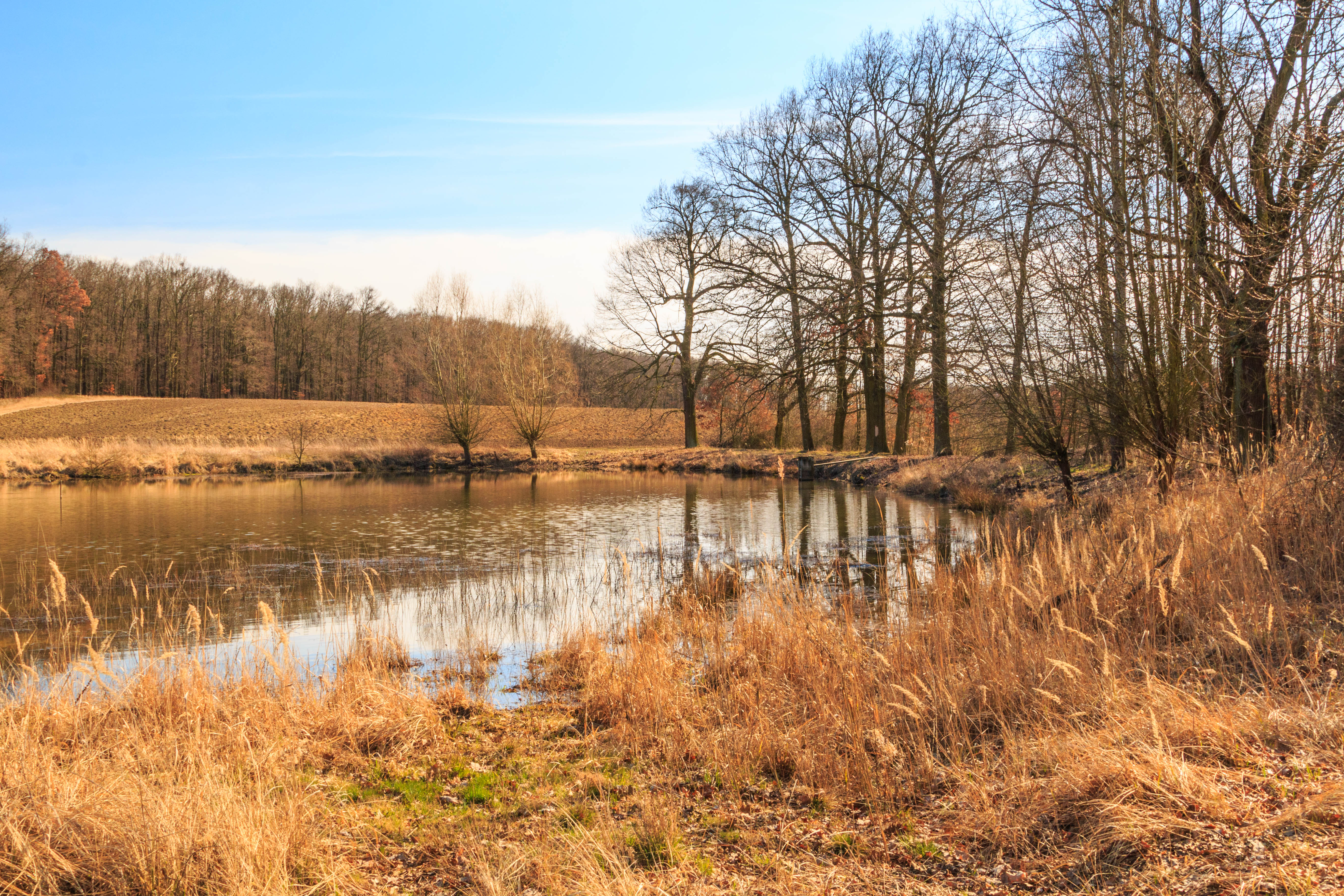
Prostřední Běloveský rybník
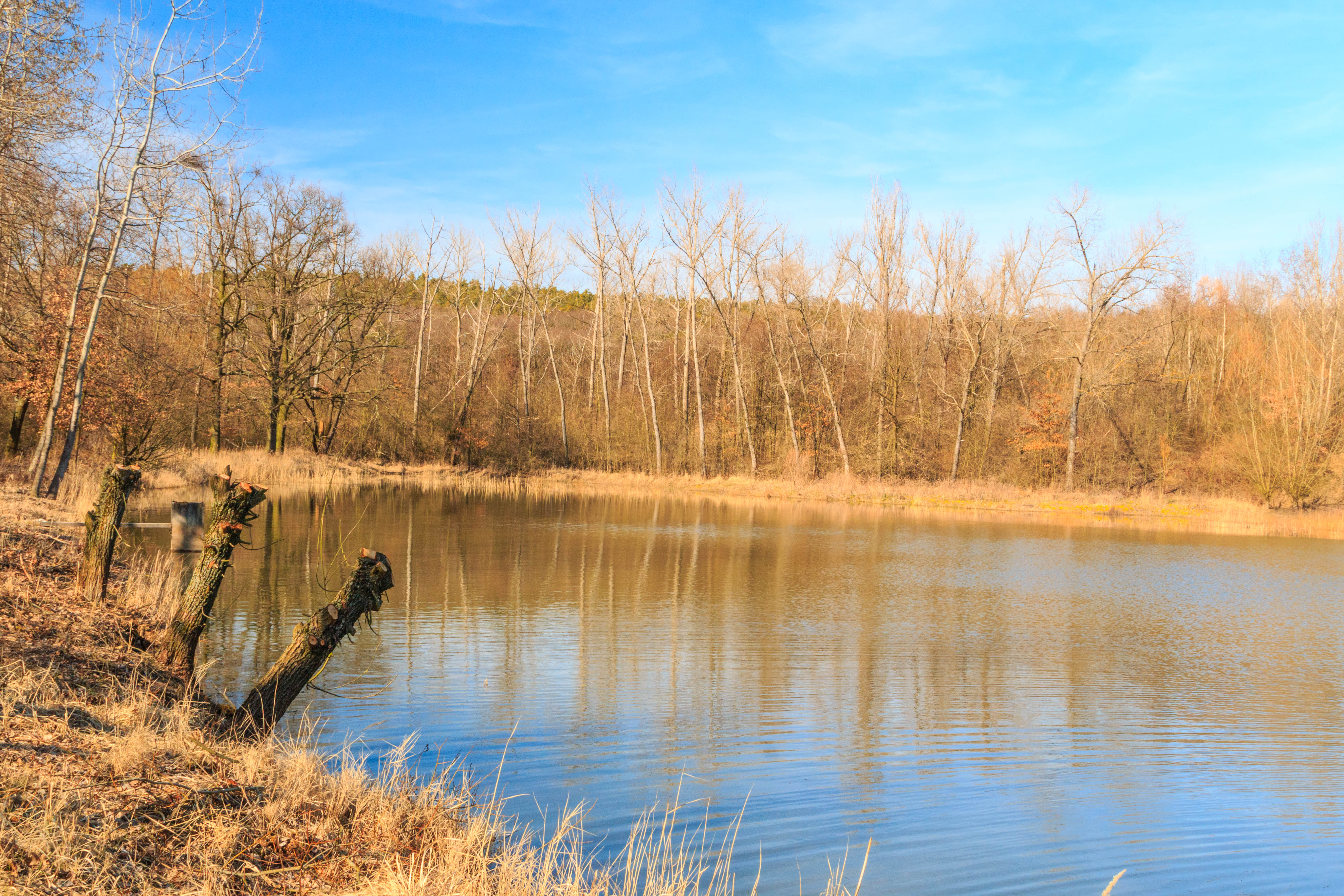
Dolní Běloveský rybník
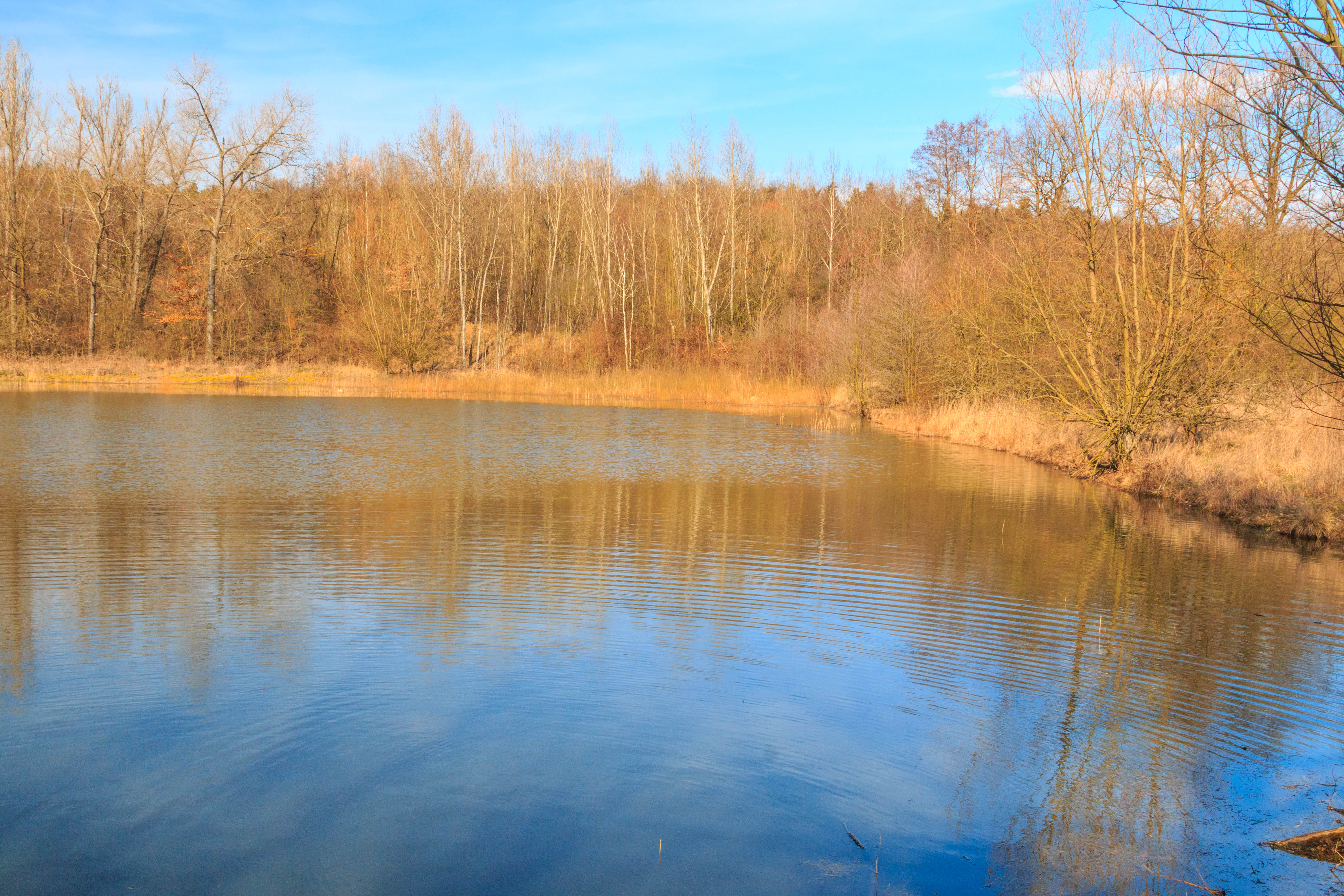
Dolní Běloveský rybník